# Fontanals de Cerdanya
Fontanals de Cerdanya è un comune spagnolo di 406 abitanti situato nella comunità autonoma della Catalogna. Fa parte della regione storica nota come Cerdagna.